# Navia (Asturias)
Navia es un concejo de la comunidad autónoma del Principado de Asturias, España, una parroquia y una villa de dicho concejo. La villa de Navia es la capital del concejo y la única localidad de la parroquia. El término municipal se encuentra situado en el noroccidente asturiano, junto a la ría que forma en su desembocadura el río Navia. Limita al norte con el mar Cantábrico, al sur con el concejo de Villayón, al este con el de Valdés y al oeste con el de Coaña. Tiene una superficie de 62,58 km² y una costa de 14 km de longitud. Su población empadronada alcanza los 8112 habitantes (INE, 2024).
Cuenta con varias industrias destacables, como son, la papelera del grupo ENCE, Astilleros Armón, o la láctea Reny Picot, por citar algunas de las más relevantes. Es uno de los municipios en los que algunas personas hablan eonaviego (o gallego-asturiano).

## Geografía

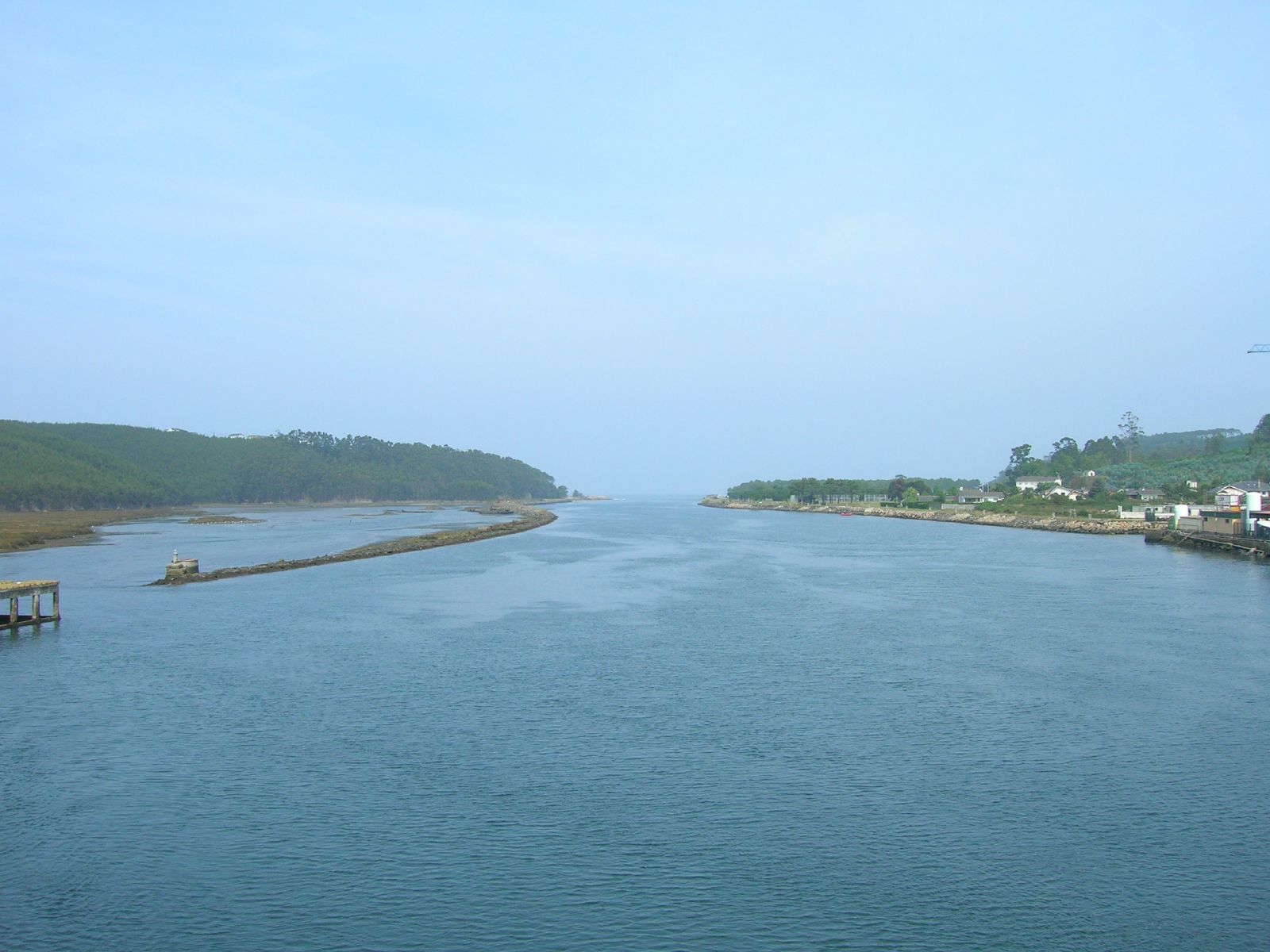
Ría de Navia

Integrado en la comarca del Eo-Navia, la capital municipal se sitúa a 105 kilómetros de Oviedo. El término municipal está atravesado por la Autovía del Cantábrico (A-8) y por la carretera nacional N-634, entre los pK 516 y 524, además de por carreteras locales que permiten la comunicación entre los pueblos del municipio. Por el concejo pasa la línea Ferrol - Gijón que cuenta con una estación en Navia, y apeaderos en Piñera y Villapedre.
| Noroeste: Coaña | Norte: Mar Cantábrico | Nordeste: Valdés           |
| Oeste: Coaña    |                       | Este: Valdés               |
| Suroeste: Coaña | Sur: Villayón         | Sureste: Valdés y Villayón |

### Geología
Desde el punto de vista geológico, el suelo de Navia, debido a la zona irrigada por el río, corresponde a un periodo de evolución de la tierra llamado silúrico. El diminuto río fue labrándose su cauce, y encajándose en él a medida que se retiraban las aguas oceánicas por acumulación de enormes glaciares polares. Todavía en el siglo pasado la ría era un gran estuario que coronaba el monte de San Esteban por el oeste y la colina de Buenavista por el sureste. La pizarra es el elemento geológico más destacable formando complejos rocosos de diferentes colores, generalmente gris y azulado, y estructura con una gran facilidad de fractura. La cuarcita es otro elemento que se da sobre todo en la parte oriental del concejo. La topografía litoral está bien definida con unos 3 km de ancho y una altura de media de 60 m.
Todo esto origina una topografía modulada en torno a tres unidades de relieve muy bien definidas: la rasa costera, los valles medios y la zona montañosa del interior. Las elevaciones más pronunciadas las encontramos por el sur en los límites con Villayón, con alturas que no llegan nunca a los 1000 metros, siendo el pico Panondres con 842 metros su accidente más destacado. Otras alturas destacadas son las del pico de La Cueva y lo Costillones con cotas situadas en torno a los 500 metros.

### Hidrografía

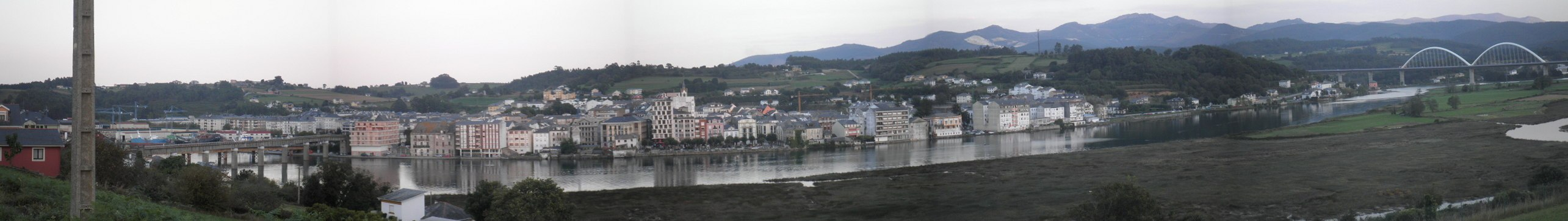
Panorama urbano de Navia desde el pueblo del Espín en el vecino concejo de Coaña

Dentro de su red hidrográfica, el accidente más destacado lo representa el río Navia, que atraviesa el concejo de sur a norte por su lado occidental, sirviendo de límite con el concejo vecino de Coaña, y que se convierte en ría ya en su parte final. Siempre tuvo una gran importancia en el concejo, ya que gran parte de la economía local se articulaba en torno a ella. Otro río mencionable es el Anleo, que nace en la sierra del mismo nombre y cede sus aguas al río Navia en la localidad de Las Aceñas. Los ríos Villaoril y del Monte se unen para formar el Frejulfe, desembocando en el mar Cantábrico en la playa del mismo nombre; lo mismo que el río Barayo, que hace de límite natural con el concejo de Valdés.

### Clima
El clima en la zona puede considerarse de templado y húmedo, sin grandes oscilaciones, gracias en buena medida de la acción moderadora del mar que suaviza las temperaturas, en invierno haciéndolas más templadas, y en verano suavizando las mismas.

### Playas
- Navia
- El Moro
- Coedo
- Fabal
- Frexulfe

### Flora y fauna
Gracias a las favorables condiciones tanto geológicas como climáticas, tiene el concejo una extensa y variada riqueza vegetal y animal. Así casi la mitad de terreno de la superficie corresponde a montes de pinos, eucaliptos, y robles. Y en menor medida castaños, nogales, abedules y hayas. En cuanto la vida animal hay que destacar la abundancia de pesca tanto de río como de mar que siempre tuvo el territorio, y que hoy en día se ha ido extinguiendo poco a poco, dando lugar a planes de repoblación de algunas especies como el salmón.

## Historia

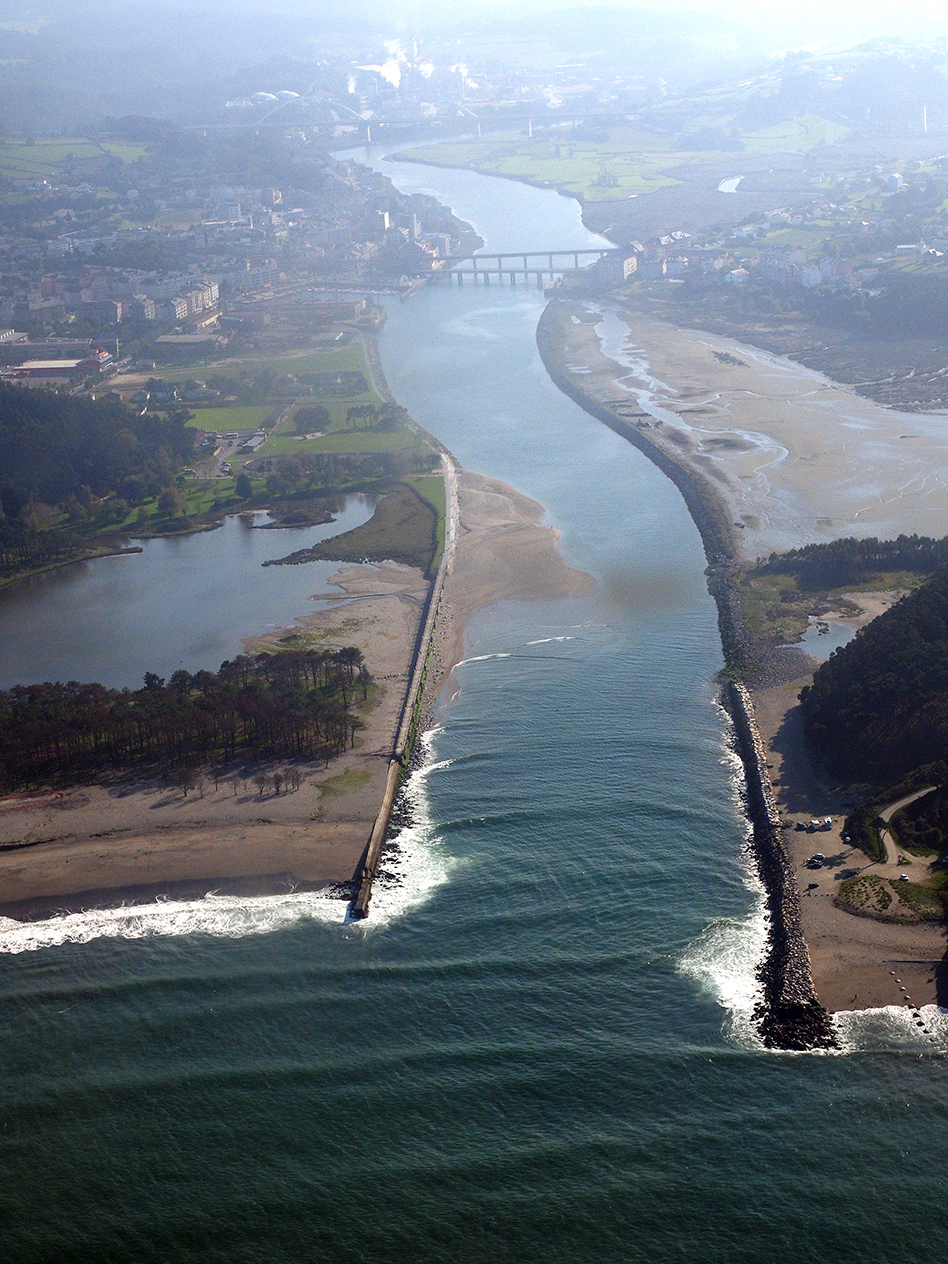
Vista aérea de la desembocadura de la ría de Navia

### Prehistoria y Edad Antigua
Los primeros asentamientos de homínidos tienen lugar en el paleolítico inferior, hace unos 300 000 años, como prueban los restos encontrados de diferentes herramientas de piedra. 4000 años antes de Cristo, ya habitaba en el territorio un grupo humano familia del neandertal, que vivía conforme a sus costumbres prehistóricas. Así aparecen restos tumulares a lo largo del concejo, en pueblos como Andés, Anleo, Tox (Villapedre) o Villanclán entre otros.
En el año 600 a. C. aparecen en suelo naviego los primeros pueblos celtas procedentes de Europa central, que asimilarían culturalmente a los habitantes previos del territorio. Aparecen en esta época las agrupaciones humanas en los castros que tienen gran valor arquitectónico y los cuales representan en nuestros días importantes monumentos.
Es durante la coexistencia en la zona de la tribu celta-galáica de los Albiones y de la astur de los Pésicos cuando se tiene referencia del primer asentamiento humano en la margen derecha de la ría de Navia cuyo nombre viene dado por la admiración y tributo que los pueblos primitivos daban al agua, que era un elemento sagrado.

### Edad Media

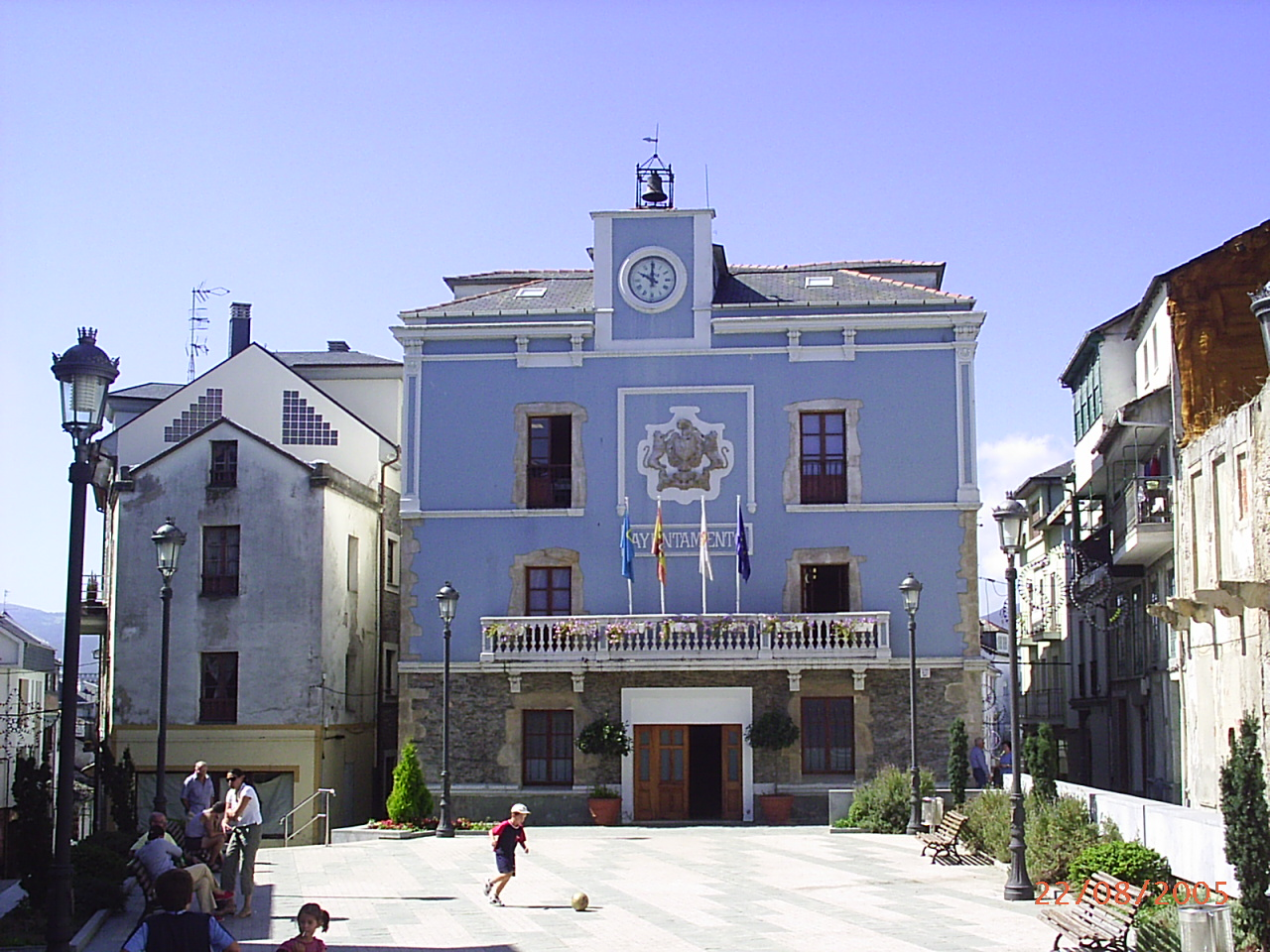
Casa consistorial, en Navia

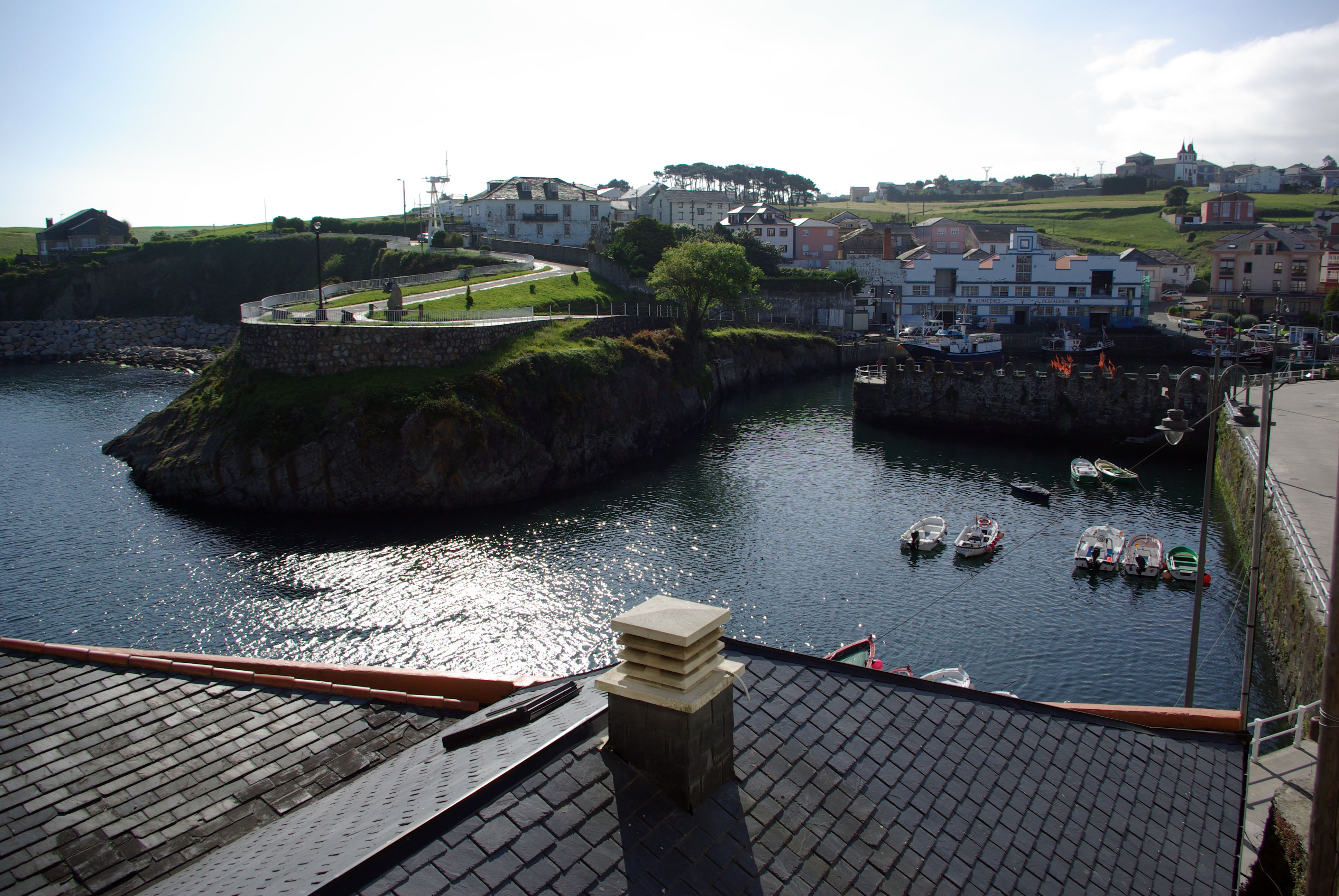
Puerto de Vega

Existe una gran sombra, históricamente hablando, durante el tiempo que transcurre entre la desaparición de la forma de vida celta, hasta el nacimiento de los primeros núcleos urbanos medievales. Aparecen nuevos cambios en la sociedad y nuevos hábitos de vida que van a aportar innovadores elementos culturales. La época romana (siglo I a.c.), así como la visigótica (siglo V a.c.) son las más importantes muestras de este cambio.
Después de la batalla de Covadonga, el nuevo reino se divide en territorios con los consiguientes condados, gobernadores, jueces..., nombrando los monarcas a gente en la que delegar sus poderes en esos territorios, lo que ayuda para que surjan las clases nobles, las cuales durante los siglos X, XI y XII acaparan grandes dosis de poder y de fortunas. Es en esta época cuando aparecen las primeras iglesias y monasterios en la zona (Santa Marina de Vega, San Salvador de Piñera, San Martín de Siloyo), que desempeñan una función administrativa y religiosa.
Es en el siglo XII cuando se aglutinan las llamadas "Villae" en pueblos, creándose las primeras Jurisdicciones y apareciendo por primera vez la figura de los distintos concejos. El de Navia comprendía los territorios del actual Villayón, la montaña, y la propia Navia, situación esta que se mantuvo hasta el siglo XIX.
La primera noticia documentada de Navia data del siglo X, y se refiere a una donación hecha al obispo de Oviedo de unas tierras en Andés. Durante los siglos XI y XII tiene lugar una mejora económica en la zona debida a una gran acumulación de tierras, ganados y fortunas monetarias por parte de los señoríos.
En el siglo XIII, Navia no es ajena a la política de desarrollo y repoblación que se da en todo el territorio asturiano, concediéndole el Rey Alfonso X " la carta puebla " en 1270. Los siglos XIV y XV son etapas de gran recesión en todos los sentidos debido en gran medida por las catástrofes climatológicas que acaban con cosechas y ganados, y por las incesantes luchas dinásticas, haciendo cundir la delincuencia y el terror.

### Edad Moderna
Los siglos venideros (XVI y XVII) estuvieron marcados todavía por la gran penuria económica heredada del siglo anterior, aunque también aparecieron nuevos problemas para la sociedad como fue la lucha contra los piratas y corsarios ingleses y franceses.
El siglo XVIII trae consigo una mejora en la situación económica del concejo debido a la expansión de los cultivos y plantaciones, el incremento de la producción de carne y la diversificación de oficios y artesanías.

### Edad Contemporánea
La invasión Francesa del siglo XIX altera la vida social en toda Navia, ayudando la gente del concejo a echar del territorio a los pueblos invasores. Entramos en una gran época de prosperidad económica gracias a los burgueses adinerados y a los emigrantes de ultramar. A ellos es debido la mejora de las comunicaciones, de las infraestructuras y en general del nivel de vida de las gentes del concejo durante finales del XIX y comienzos del XX.
Es a finales del siglo XIX cuando se emancipan los territorios de Villayón y La Montaña dejando el concejo de Navia como es en la actualidad.

## Demografía
Navia cuenta con una población de 8112 habitantes (INE 2024).
| Gráfica de evolución demográfica de Navia entre 1842 y 2021 |
| |
| Entre el censo de 1877 y el anterior, disminuye el término del municipio porque independiza a 33077 (Villayón) Población de derecho según los censos de población del INE Población de hecho según los censos de población del INE |

Hasta el siglo XVIII Navia presentaba una demografía catastrófica debido a una agricultura extensiva que liquidaba los bosques y acababa con los pastos, lo que hacía que en épocas de recesión aparecieran hambrunas y epidemias. Eran tiempos de alta mortandad infantil y poca esperanza de vida. El empleo se encontraba poco diferenciado y el movimiento de personas sólo se daba en contadas ocasiones como eran las salidas a Castilla o las salidas a ultramar.
En el siglo XIX cae progresivamente la tasa de mortalidad y se empieza a ver una modernización demográfica. Se mejora la dieta alimenticia, se construyen mejores viviendas, se mejoran las redes de saneamiento y las comunicaciones. Desaparecen las pestes aunque aparecen nuevas enfermedades como el cólera, la viruela, la gripe.

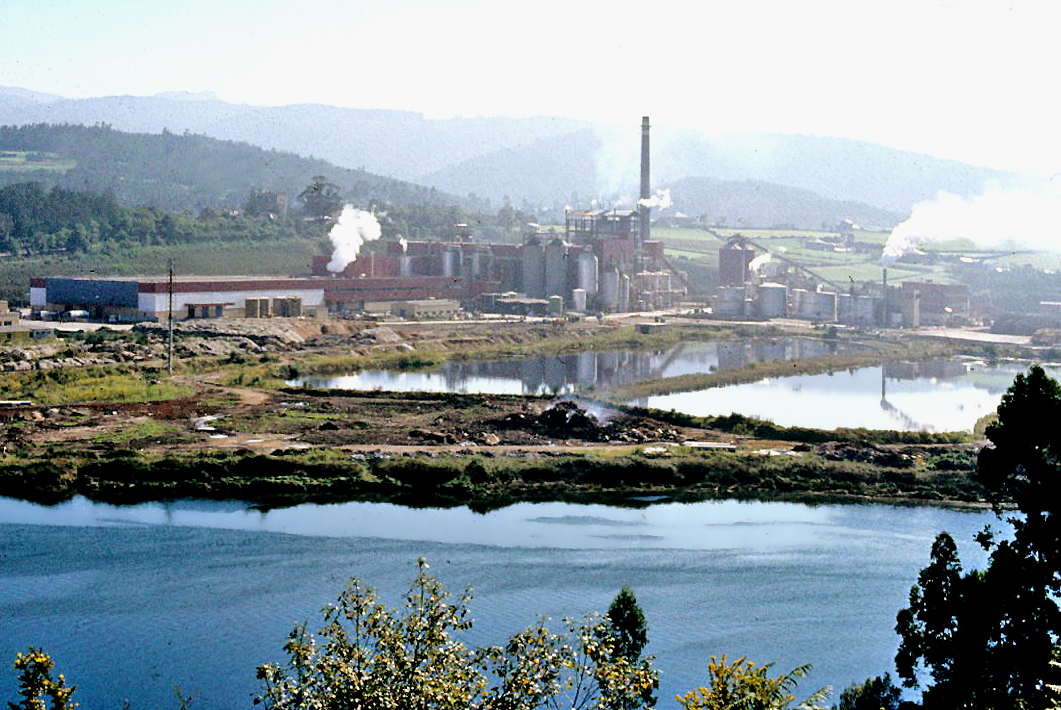
Papelera ENCE a finales de la década de 1970

Pero es en el siglo XX cuando se aumenta la población de manera más significativa gracias a la articulación económica del concejo con la regional, acelerando el desarrollo local. Se explota la energía hidroeléctrica del río gracias a los embalses de Doiras, Grandas y Arbón y esta energía mucho más versátil y barata atrae mucha industria como la conservera, los astilleros y la fábrica de harinas. Más recientemente empresas como la papelera ENCE, ILAS-Reny-Picot, Armon, etc, explican el éxito del concejo a la hora de explotar sus ventajas competitivas.

## Economía
Hoy en día la representación de los empleos según sectores nos da los siguientes datos: El sector primario ocupa un 23,03 % de los empleos. En este sector tuvo gran incidencia la pesca, fuente de vida durante mucho tiempo de Puerto Vega. La ganadería es la actividad que mayor número de empleos concentra, mostrándonos aquí una gran especialización Láctea, como lo demuestra el tanto por ciento de vacas de la raza frisona que se contabilizan, siendo este de casi el 90 por ciento.
El secundario y el de la construcción representa a un 38,86 % del total, siendo la rama del papel la que mayor número de empleos produce, gracias a la fábrica de CEASA, de gran importancia dentro de toda la comarca del Navia. Otras actividades con buena presencia son las de la alimentación y las transformadoras de metales. La construcción, está en continua expansión.
Por último, el sector terciario ocupa al 38,11 % de la población activa, lo que nos revela que hay un importante equilibrio sectorial y se ve cómo poco a poco el sector terciario cada vez más moderno y funcional, va a ir absorbiendo mano de obra del secundario, al demandar la industria mucho menos requerimientos laborales. Destacan dentro de este sector el comercio y la hostelería, desarrollándose mayormente en la capital y en Puerto de Vega. Actualmente Navia se ha convertido en uno de los centros comerciales más importante dentro del occidente Asturiano, en puja directa con su vecina Luarca.

## Transporte

### Terrestre
Las principales vías de comunicación son
| Tipo             | Identificador | Denominación             | Itinerario                                                                                           |
| ---------------- | ------------- | ------------------------ | --- |
| Autovías         | A-8           | Autovía del Cantábrico   | Baamonde - Navia - Gijón- Llanes - Torrelavega - Solares - Bilbao - San Sebastián                    |
| Otras carreteras | N-634         | Carretera Nacional N-634 | San Sebastián - Bilbao - Solares - Llanes - Oviedo - Luarca - Navia - Ribadeo - Baamonde - La Coruña |
| Otras carreteras | AS-12         | Corredor del Navia       | Navia-El Espín - Coaña - Boal - Illano - Grandas de Salime                                           |
| Otras carreteras | AS-25         | Carretera Navia-Villayón | Navia - Villayón                                                                                     |

Interurbano
Las compañías Luarca Bus, ALSA y otras de menor entidad permiten viajar desde Navia hasta diferentes puntos de Asturias como Vegadeo, Luarca, Boal, Grandas de Salime, Oviedo, Gijón y otros, y de fuera del principado como por ejemplo Madrid, Irún y La Coruña.

#### Ferrocarril
Por la parroquia pasa la línea Ferrol - Gijón que cuenta con una estación en el sur del casco urbano, en la que efectúan parada los regionales Ferrol - Oviedo.

### Aéreo
El aeropuerto más cercano a Navia es el Aeropuerto de Asturias, situado en Santiago del Monte, a unos 68 km. Desde él se ofrecen servicios a Alicante, Barcelona, Berlín, Bruselas, Ginebra, Gran Canaria, Ibiza, Londres-Stansted, Lanzarote, Lisboa, Madrid, Málaga, Marsella, Menorca, Monastir, Palma de Mallorca, París-Charles de Gaulle, Sevilla, Tenerife Sur y Valencia, operando para estos destinos compañías como Air Europa, Air France, Easyjet, Iberia, Vueling o British Airways.

## Administración y política

### Gobierno municipal
En el concejo de Navia, desde 1979, el partido que más tiempo ha gobernado ha sido el PP.
| Periodo   | Nombre                            | Partido | Partido                                                          |
| --------- | --------------------------------- | ------- | ---------------------------------------------------------------- |
| 1979-1979 | Eugenio Orlando González González |         | Partido Comunista de España (PCE)                                |
| 1979-1983 | Manuel Bedia Alonso               |         | Unión de Centro Democrático (UCD)                                |
| 1983-1987 | Manuel Bedia Alonso               |         | Independiente                                                    |
| 1987-1991 | Manuel Bedia Alonso               |         | Alianza Popular (AP)                                             |
| 1991-1995 | Manuel Bedia Alonso               |         | Partido Popular (PP)                                             |
| 1995-1999 | Manuel Bedia Alonso               |         | Candidatura de los Independientes por el Concejo de Navia (CICN) |
| 1999-2007 | Manuel Bedia Alonso               |         | Partido Popular (PP)                                             |
| 2007-2023 | Ignacio García Palacios           |         | Federación Socialista Asturiana (FSA-PSOE)                       |
| 2023-act. | Ana Isabel Fernández García       |         | Partido Popular (PP)                                             |

| Partido político    | Partido político                                                                                | 1979   | 1983   | 1987   | 1991   | 1995   | 1999   | 2003   | 2007   | 2011   | 2015   | 2019   | 2023   |
| Partido político    | Partido político                                                                                | Ediles | Ediles | Ediles | Ediles | Ediles | Ediles | Ediles | Ediles | Ediles | Ediles | Ediles | Ediles |
|                     | Alianza Popular (AP)-Partido Popular (PP)                                                       | 4      | 3      | 8      | 7      | 3      | 7      | 6      | 6      | 5      | 2      | 5      | 7      |
|                     | Federación Socialista Asturiana (FSA-PSOE)                                                      | 1      | 4      | 5      | 5      | 3      | 4      | 5      | 6      | 7      | 8      | 6      | 5      |
|                     | Partido Comunista de España (PCE)-Izquierda Unida (IU)-Bloque por Asturies (BA)-Los Verdes (LV) | 2      | 0      | 0      | 1      | 0      | 1      | 1      | 1      | 0      | 3      | 2      | 1      |
|                     | Foro Asturias (FAC)                                                                             | —      | —      | —      | —      | —      | —      | —      | —      | 1      | —      | —      | —      |
|                     | Unión de Centro Democrático (UCD)-Centro Democrático y Social (CDS)                             | 6      | 1      | —      | 0      | —      | —      | —      | —      | —      | —      | —      | —      |
|                     | Candidatura de los Independientes por el Concejo de Navia (CICN)                                | —      | —      | —      | —      | 7      | —      | —      | —      | —      | —      | —      | —      |
|                     | Candidatura Independiente de Navia (CINA)                                                       | —      | —      | —      | —      | —      | —      | 1      | —      | —      | —      | —      | —      |
|                     | Unión Renovadora Asturiana (URAS)-Partíu Asturianista (PAS)                                     | —      | —      | —      | —      | —      | 1      | —      | —      | —      | —      | —      | —      |
|                     | Independientes                                                                                  | —      | 5      | —      | —      | —      | —      | —      | —      | —      | —      | —      | —      |
| Total de concejales | Total de concejales                                                                             | 13     | 13     | 13     | 13     | 13     | 13     | 13     | 13     | 13     | 13     | 13     | 13     |

### Organización territorial
El concejo de Navia está dividido en 8 parroquias:
- Andés
- Anleo (Anlleo)
- Navia
- Piñera (Piñeira)
- Polavieja (La Polavieya)
- Puerto de Vega (Veiga)
- Villanueva (Villanova)
- Villapedre

## Patrimonio

### Arquitectura religiosa

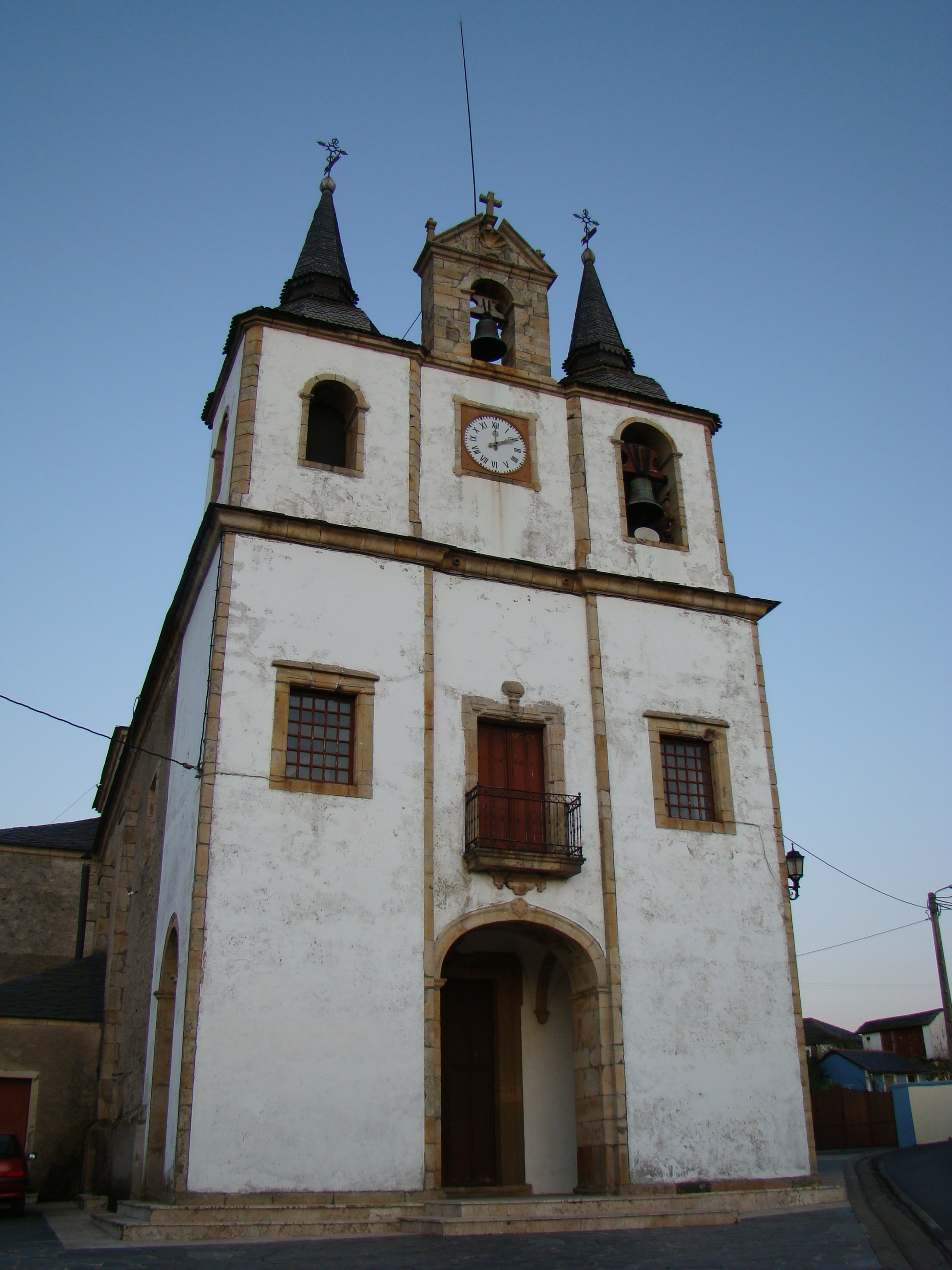
Iglesia de Santa Marina

Destaca la iglesia de Santa Marina de Vega, fechada en el siglo XVIII y la cual acoge retablos del insigne José Bernardo de la Meana. Es de estilo barroco, con planta en forma de cruz latina con un pórtico lateral abierto y otro cerrado a los pies.
La fachada principal es de carácter monumental y se levanta por encima de la nave. Se estructura en tres calles: la central alberga la puerta de acceso, de arco escarzano. Sobre ella un balcón volado con balaustrada de hierro y hueco decorado con molduras barroquizantes. Las calles laterales presentan ventanas a la altura del balcón central, y por encima se convierten en torres de sección cuadrada, con un hueco rematado en arco, coronándose con cúpulas de escamas y altos pináculos.
La iglesia parroquial de Navia es de estilo neogótico y data de finales del siglo XIX. Está estructurada en planta con forma de cruz latina y cabecera con absidiales. Otros templos importantes son los de la iglesia parroquial de Anleo, del siglo XVII, y que contiene en su interior un Calvario gótico de gran valor con un Cristo de marfil, y en Andés encontramos El templo de San Miguel de origen románico.

### Arquitectura civil
Dentro de su arquitectura civil y popular el concejo nos deja innumerables muestras. De este modo reseñaremos:

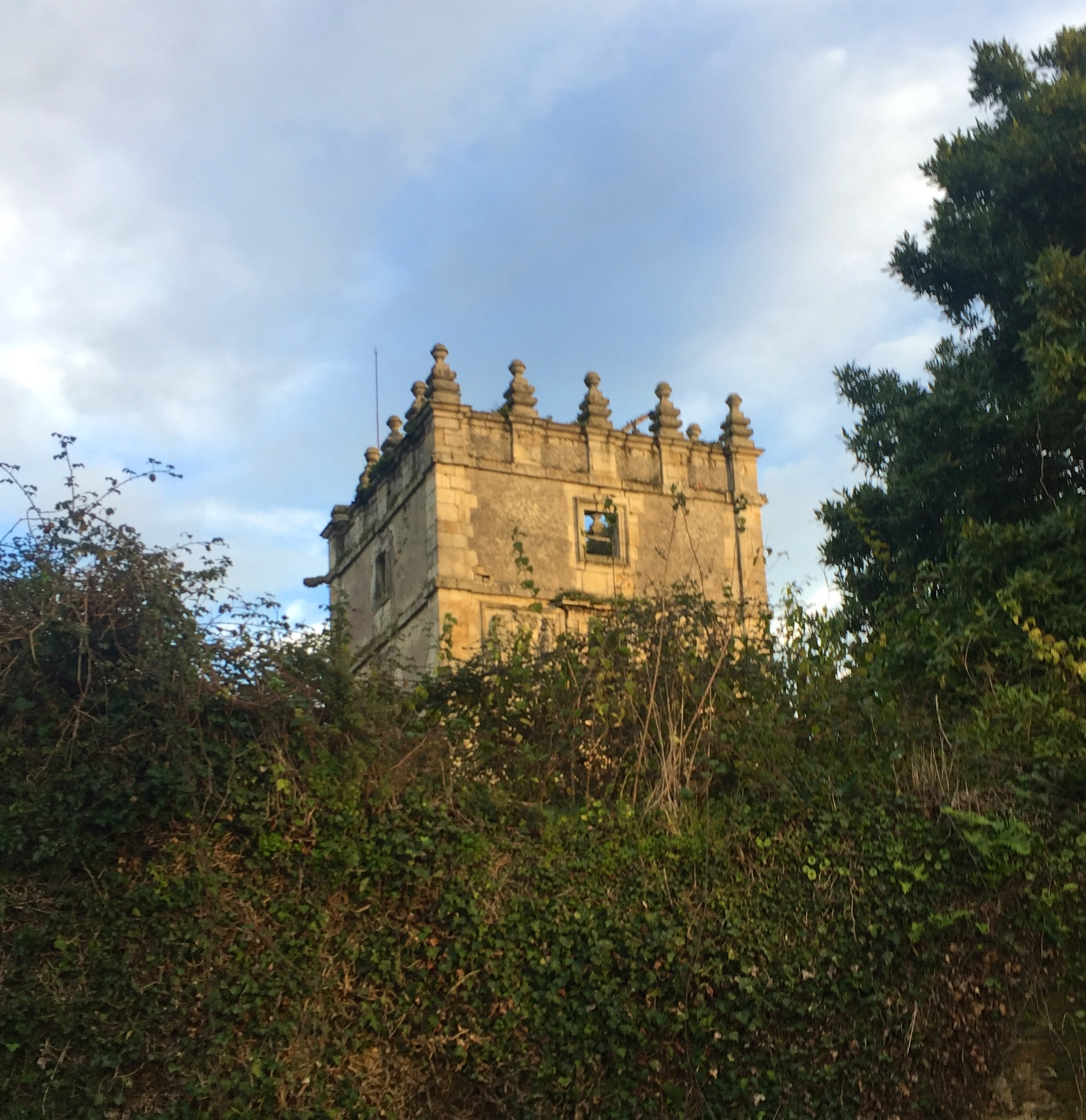
Torre del palacio de Lienes

- El palacio de Lienes, en Armental (parroquia de Villanueva) y que data del siglo XVI. Muestra una torre cuadrangular de cuatro pisos, a los que separa una franja no ornamentada, y el cuerpo de la vivienda, reformado posteriormente. También presenta dos escudos de gran factura. Actualmente preocupa su estado de conservación.
- En Anleo encontramos el palacio de Anleo, que hoy en día ha sido reformado en su totalidad. Es una construcción estructurada en forma de “L”, con torres almenadas cuadradas en los tres vértices. Se comenta que en una de ellas pasó la noche San Francisco de Asís en su peregrinar a Santiago de Compostela. Su origen parece ser del siglo XIII, aunque lo que actualmente se conserva pertenece al siglo XVII. Fue casa de la familia Navia, que luego ostentaría el marquesado de Santa Cruz de Marcenado.
- Otra edificación palaciega importante es el palacio de Camposorio, en Piñera, que data del siglo XVIII. Es de carácter popular, y en él residió durante su infancia el poeta y político Ramón de Campoamor, el cual tiene un monumento dedicado en la villa de Navia.
- Del mismo modo también merecen mención otras edificaciones como las casonas de Tox, Sante, La Venta y Coaña, o los restos que quedan de una antigua fortaleza medieval, o varias construcciones indianas como la casa Ochoa. Por último, reseñar que en Puerto Vega todavía se conserva la casa donde falleció el ilustre Jovellanos, político e ilustrado Asturiano de gran repercusión.

Una de las más antiguas construcciones del municipio es La Muralla. Durante el reinado de Alfonso X "El Sabio", este otorgó a Navia La Carta Fundacional, dando autorización para celebrar un mercado todos los jueves y permiso para construir La Muralla. Esta edificación se extendía desde la calle de Las Armas hasta la de San Francisco y tardaría tres siglos en construirse. Actualmente, tan sólo se conserva parte de esta muralla. Tras haber sido rehabilitada por el Ayuntamiento, actualmente se encuentra en estado deplorable debido a la especulación urbanística. Otros edificios históricos de principios del siglo XX han sucumbido por los mismos motivos.

## Cultura

### Fiestas
Las principales fiestas son:
- En junio, son las fiestas de San Pedro Apóstol el día 29 en Andés.
- En julio las fiestas de Santiago el Mayor el día en Villapedre.
- En agosto, las fiestas de Nuestra Sra de La Barca del 14 al 17 en la localidad de Navia, también en este mes está el Descenso a Nado de la Ría del Navia y el Duelo de Traseras Villa de Navia
- En septiembre, son las fiestas de La Atalaya los días 7-10 en la localidad de Puerto Vega.
- En septiembre, las fiestas de San Miguel Arcángel el día 29 en Anleo.

Todos los pueblos del concejo celebran sus fiestas patronales, siendo las de la Patrona de la capital, La Virgen de la Barca, las más concurridas y populares. Su culto proviene ya desde comienzos del siglo XIII, contando en la actualidad con una bonita procesión fluvial. La distribución de las fiestas religiosas en las fechas estivales viene en consonancia con la finalización de las tareas de recogidas de las cosechas.

### Asociaciones culturales
| - Asociación Amigos de Campoamor. - Sociedad Amigos Casino de Puerto de Vega. - Asociación Cultural Sedna. - Asociación Amigos de la Historia - Asociación de mujeres La Romanela - Asociación Fotográfica Occidente de Asturias (AFOA). | - Asociación de mujeres Noega - Asociación de padres de alumnos del colegio Santo Domingo - Asociación Juvenil de Navia (AJUNA) - A.VV. La Barca de Navia y las Aceñas - A.VV. Campoamor de Puerto de Vega - A.VV. San Martín de Cabanella y la Mabona - A.VV. San Pedro de Andés - A.VV. Las Veigas - Asociación juvenil Aivan | - A.VV. Santiago de Villapedre - Asociación cultural deportiva Atalaya - Banda de gaitas La Reina del Truébano - Casino de Navia. Avenida de J. Antonio - Centro social de la tercera edad El Encuentro - Comisión de fiestas Ntra. Sra. de la Atalaya | - Coro Ecos de Mar de Puerto de Vega - Coro Villa de Navia - Federación A.A.VV. Noroccidente de Asturias - Grupo folclórico Ramón de Campoamor - Grupo de Teatro Baluarte - Sociedad de Fiestas de Navia (SOFINAVIA) - Peña La Sardina |

### Deporte

#### Clubes deportivos
Las principales asociaciones deportivas del concejo son:
| - Andés CF - Asociación de amigos de la Ría de Navia - Asociación de amigos del fútbol sala - Asociación Fútbol Occidente Asturiano (AFO) - Autos Navia Fútbol Sala - Club Atletismo Occidente (CAO) - Club Baloncesto Navia | - Club de karate Navia - Club de natación Villa de Navia - Club náutico Remeros del Navia - Club de pesca Occidente - Club de piragüismo Los Albiones - Club Gimnasia Rítmica Ría de Navia. - Club de Tenis 1190. | - Escudería Valle Naviego Competición - Grupo de Montaña y Aire Libre Peña Furada. - Navia CF - Navia Rugby Club - Peña Ciclista Navia. - Puerto de Vega C.F. - Club de vela Aguas del Navia. |

Gracias a esta gran diversidad de actividades deportivas Navia fue galardonada con el premio Nacional de Deporte del año 2012.

## Ciudades hermanadas
- Móstoles, España
- Almirante Brown, Argentina